# Jean-Marie Vergez
Pour les articles homonymes, voir Vergez.
Jean-Marie Vergez, né le 12 juin 1757 à Saint-Pé-de-Bigorre et mort le 20 juin 1831 à Paris, est un général français de la Révolution et de l’Empire.

## Famille
Baptisé le 12 juin 1757, il est le fils de Pierre Vergès et de Marie Lias.

## État de service

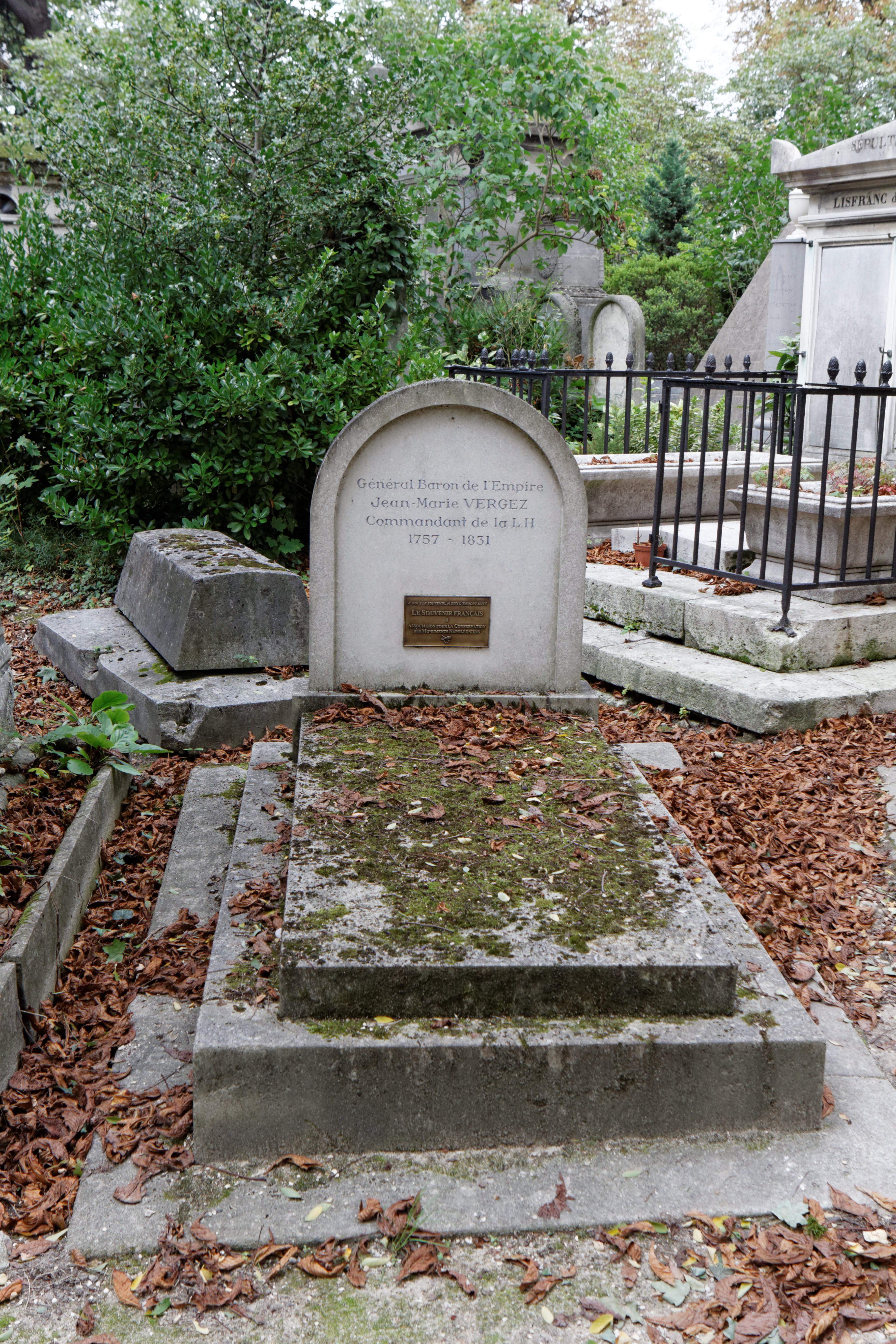
Tombe au cimetière du Père-Lachaise.

En 1778, il s'engage dans le régiment de Condé-Infanterie. En 1787, on le retrouve dans le régiment de Saintonge.
Il s'inscrit comme garde national à Paris en 1789. Puis il participe, sous les ordres du général Servan aux opérations des Pyrénées. Il est nommé capitaine au 1er bataillon des Chasseurs montagnards en 1793.
En 1796, il est affecté à l'Armée des côtes de l'Océan commandée par le général Hoche. C'est pendant cette affectation qu'il s'est rendu célèbre par l'arrestation de Charette. Cela lui a valu les félicitations du département des Hautes-Pyrénées le 4 floréal an IV (23 avril 1796), et la commune de Saint-Pé-de-Bigorre l'a proclamé héros glorieux au cours d'une cérémonie solennelle le 10 pluviôse an V (29 janvier 1797). 
Il est promu chef de bataillon le 5 août 1796. Il est affecté à l'armée d'Italie et se distingue à Lestorla, il est blessé deux fois à Novi. A Escorto, près de Rome, le 9 décembre 1798, en tant que chef de bataillon il enleve neuf pièces de canon à une colonne ennemie. Le 5 mars 1799, le général Macdonald le nomme chef de brigade de la 12e demi-brigade de deuxième formation sur le champ de bataille par le général en chef Macdonald.
En 1801, il est dans l'armée des Grisons. Le 30 août 1805 est fait colonel du 12e régiment d'infanterie de ligne. De 1805 à 1807, il est en Autriche, en Pologne. Il est blessé trois fois à la bataille d'Iéna. Il est nommé général de brigade le 23 octobre 1806.
En 1807 il commande sous le maréchal Mortier l'armée d'observation contre les Suédois envoyée en Poméranie, il défend Berlin, puis les poursuit jusqu'à Stralsund, mais blessé et devenu incapable de servir, il est mis en disponibilité. Il est cependant envoyé à l'armée d'Italie en septembre 1807.
Il est fait baron d'Empire le 21 septembre 1808 et envoyé au 7e Corps de l'armée d'Espagne en Catalogne où il est de nouveau blessé en 1809. Il doit participer aux combats de guérillas en Espagne et est victorieux à Daroca et Téruel. Il est fait commandeur de la Légion d'honneur le 28 août 1810.
Il fait partie de la Grande Armée, il participe à la campagne de Saxe, puis à la campagne de France et à la défense de Paris.
Il est promu chevalier de l’Ordre royal et militaire de Saint-Louis le 17 janvier 1815. Il est mis à la retraite en octobre 1815. Il est nommé lieutenant-général des armées, puis lieutenant-général honoraire le 23 mai 1825.
Il est inhumé au cimetière du Père-Lachaise (23e division).